# Djesse Vol. 4
Djesse Vol. 4 è il quinto album in studio del musicista inglese Jacob Collier, pubblicato nel 2024.

## Tracce
1. 100,000 Voices – 4:44
2. She Put Sunshine – 3:30
3. Little Blue (featuring Brandi Carlile) – 4:25
4. Wellll – 2:38
5. Cinnamon Crush (featuring Lindsey Lomis) – 3:47
6. Wherever I Go (featuring Lawrence and Michael McDonald) – 2:46
7. Summer Rain (featuring Madison Cunningham and Chris Thile) – 4:51
8. A Rock Somewhere (featuring Anoushka Shankar and Varijashree Venugopal) – 5:09
9. Mi Corazón (featuring Camilo) – 3:06
10. Witness Me (featuring Shawn Mendes, Stormzy and Kirk Franklin) – 3:45
11. Never Gonna Be Alone (featuring Lizzy McAlpine and John Mayer) – 4:09
12. Bridge over Troubled Water (featuring John Legend and Tori Kelly) – 5:52
13. Over You (featuring Aespa and Chris Martin) – 2:53
14. Box of Stars Pt. 1 (featuring Kirk Franklin, Chika, D Smoke, Sho Madjozi, Yelle and Kanyi Mavi) – 5:16
15. Box of Stars Pt. 2 (featuring Metropole Orkest, Suzie Collier, Steve Vai and Voces8) – 6:12
16. World O World – 6:14